# Omphacodes divergens
Omphacodes divergens là một loài bướm đêm trong họ Geometridae.